# European Case Law Identifier
Der European Case Law Identifier (ECLI, deutsch: ‚Europäischer Rechtsprechungs-Identifikator‘) ist ein Ordnungssystem und eine standardisierte Identifikationsmöglichkeit (Standardidentifikator) für Entscheidungen der Gerichte der Mitgliedstaaten der Europäischen Union, des Gerichtshofs der Europäischen Union, des Europäischen Patentamts sowie aller anderen interessierten Staaten und Internationaler Organisationen. Rechtsgrundlagen sind die Schlussfolgerungen des Rates mit einem Aufruf zur Einführung des European Case Law Identifier (ECLI) und eines Mindestbestands von einheitlichen Metadaten für die Rechtsprechung (2011/C 127/01) vom 29. April 2011. Das ECLI-Projekt selbst ist am 27. Oktober 2011 gestartet.
Die unverwechselbare Identifikation erfolgt dadurch, dass der Code (Standardidentifikator) aus fünf durch einen Doppelpunkt getrennten Teilen besteht, die in ihrer Kombination jeweils nur einmal vergeben werden.
Mit der Einführung des ECLI soll keine Datenbank auf europäischer Ebene aufgebaut werden. Der ECLI ist Teil des Systems „E-Justice“ – siehe dazu auch das Europäische Justizportal.
Das Konzept ähnelt der aus dem angloamerikanischen Bereich bekannten neutral citation (siehe Case citation in der englischen Wikipedia), je nach Bildung des fünften ECLI-Elements mehr (z. B. Niederlande) oder weniger (z. B. Deutschland).

## Konzeption
Der ECLI als Identifikator wurde vor dem Hintergrund der Functional Requirements for Bibliographic Records (FRBR) konzipiert. Die FRBR unterscheiden zehn verschiedene Entitäten, die Gegenstand einer bibliographischen Katalogisierung sein können. In der Gruppe 1 dieser Entitäten wird zwischen Werk (work), Expression (expression), Manifestation (manifestation) und Exemplar (item) unterschieden. Bezogen auf eine Gerichtsentscheidung bezeichnet die Werkebene (erste Ebene) die Entscheidung selber im abstrakten Sinne. Diese Entscheidung kann in unterschiedlichen Ausführungen („Expressionen“ – z. B. ungekürzt oder gekürzt, anonymisiert oder nicht anonymisiert, in der Originalsprache oder in einer Übersetzung – zweite Ebene) vorliegen. Die jeweilige „Expression“ der Entscheidung kann in verschiedener Hinsicht manifestiert sein (dritte Ebene), etwa als im Original von Richterhand unterzeichnetes Papierexemplar, als PDF-Datei, als Grafik oder als Abdruck innerhalb einer Fachzeitschrift. Die konkreten Exemplare der Manifestation, etwa eine bestimmte Datei oder ein konkreter Band einer Entscheidungssammlung stehen schließlich auf der vierten Ebene.
Innerhalb dieser Ebene soll der ECLI die jeweilige Entscheidung auf der obersten, der Werkebene identifizieren. Er soll also die Entscheidung selber, nicht eine bestimmte Sprachvariante oder mediale Form kennzeichnen.

## Aufbau und Verwendung

### ECLI
Der Aufbau des ECLI ist einheitlich und darf nicht eigenmächtig von den Unionsmitgliedstaaten oder den Nutzern geändert, gekürzt oder erweitert werden:
ECLI:[Ländercode ]:[Gerichtscode ]:[Jahr der Entscheidung]:[einmalige Kennung] .
Beispiel: ECLI:NL:HR:1919:AG1776 = Entscheidung des Obersten Gerichtshofs (HR) der Niederlande (NL) aus dem Jahr 1919 mit der Kennung des Unionsmitgliedstaates für dieses Urteil AG1776.
Das fünfte Element einmalige Kennung wird in den Ratsschlussfolgerungen (2011/C 127/01) Ordinalzahl genannt, doch sind dort auch Buchstaben zulässig (Anhang § 1 Nr. 5); bestehende nationale Identifizierungssysteme für Gerichtsentscheidungen sollten so weit wie möglich in den ECLI integriert werden (Anhang § 3.1 Nr. 3). Somit sind prinzipiell zwei Varianten zu unterscheiden:
1. Vergabe einer fortlaufenden Nummer (z. B. EU, ES, FI, HR, MT, NL, SK)
2. Bildung aufgrund des Aktenzeichens (z. B. BG, CZ, EE, PT, SI), ggf. auch des Entscheidungsdatums (z. B. CE, EP, DE, EL, LV).

Der Vorteil allein einer fortlaufenden Ordnungszahl, wie sie auch in der angloamerikanischen „neutral citation“ üblich ist, liegt in ihrer Kürze und damit leichterer Handhabung auf Benutzerseite. Der Vorteil der Zugrundelegung von Aktenzeichen bei nicht bestehendem System der Durchnummerierung liegt im geringeren Verwaltungsaufwand auf Anbieterseite und damit einhergehend der leichteren Erstreckung auf die Vergangenheit (wobei freilich wegen der Möglichkeit, dass mehrere Entscheidungen desselben Gerichts und Entscheidungstyps am selben Tag unter demselben Aktenzeichen ergehen, zur Wahrung der Eindeutigkeit eine Kollisionsnummer notwendig wird).

### Metadaten
Das Ordnungssystem enthält auch eine Reihe einheitlicher Metadaten, um die Suche zu verbessern bzw. zu erleichtern. Der Mindeststandard wurde vom Rat der Europäischen Union vorgegeben.
1. Erforderliche Metadaten sind:
- identifier (eine URL, unter der dieses Instanzdokument oder Informationen darüber zu finden sind);
- isVersionOf (ECLI = Standardidentifikator);
- creator (vollständiger Name des Gerichts. Name der Kammer oder der Abteilung kann hinzugefügt werden);
- coverage (Land, in dem sich das Gericht befindet, unter Umständen auch Angabe für einen Teil eines (Bundes-)Staats);
- date (Datum der Urteilsverkündung gemäß ISO 8601);
- language (Sprache);
- publisher (Organisation, die für die Veröffentlichung des Dokuments verantwortlich ist);
- accessRights („öffentlich“ oder „privat“. Als „öffentlich“ deklarierte Dokumente müssen unter der angegebenen Internetadresse frei zugänglich sein);
- type (Angaben zur Art der Entscheidung, z. B. „Gerichtsentscheidung“).

2. Ergänzende Metadaten sind bzw. können sein:
- title (Titel, vorzugsweise der Name der Parteien oder ein Aliasname für diese – gemäß nationalen Datenschutzbestimmungen);
- subject (Rechtsgebiet, aus welchem die Entscheidung stammt, z. B. Zivilrecht, Handelsrecht, Familienrecht, Insolvenzrecht, internationales Privatrecht, Strafrecht, EU-Recht, Verwaltungsrecht, Steuerrecht, Völkerrecht und Verfassungsrecht);
- abstract (Kurzzusammenfassung der Rechtssache);
- description (Schlüsselbegriffe oder Schlagworte zur Entscheidung);
- contributor (Namen der Richter, des Generalanwalts und der anderen beteiligten Amtsträger);
- issued (Datum der Veröffentlichung dieses Dokuments);
- references (Hinweise auf andere Dokumente, bei Urteilen und wenn vorhanden der ECLI, bei EU-Rechtsakte die CELEX-Nummer, Hinweise auf nationale Rechtsakte, Urteile ohne ECLI oder wissenschaftliche Veröffentlichung die URL oder andere Identifizierung);
- isReplacedBy (bei Neunummerierungen von Entscheidungen wird der neue ECLI hier eingetragen).

### Mögliche Zeichen für die Kennung
Für die Eingabe der Daten darf nur das lateinische Alphabet und arabische Ziffern verwendet werden. Groß- und Kleinschreibung ist zulässig, sofern groß und klein geschriebene Buchstaben im entsprechenden elektronischen Informationssystem keine unterschiedliche Bedeutung haben. Vorzugsweise soll in Großbuchstaben geschrieben werden.

### Verwaltung
Der Rat der Europäischen Union (Ministerrat) ist für die Änderungen und Weiterentwicklung von ECLI zuständig. Die Europäische Kommission ist für die ECLI-Website und ECLI Suchschnittstelle verantwortlich sowie für die Zuteilung der verwendeten „Ländercodes“ für die internationalen Organisationen, die das System nutzen wollen.

### ECLI-Koordinator
Jeder Mitgliedstaat, der den ECLI verwendet, muss eine Regierungsstelle oder Justizeinrichtung als nationalen ECLI-Koordinator benennen. Jedes Land darf nur über einen ECLI-Koordinator verfügen. Der ECLI-Koordinator für die EU ist der Gerichtshof.

### Einführung in den Unionsmitgliedstaaten
Die Einführung und Verwendung des ECLI ist den Unionsmitgliedstaaten und allen anderen Staaten freigestellt.
Wird der ECLI in einem Unionsmitgliedstaat eingeführt, sind folgende Kriterien grundsätzlich anzuwenden (Empfehlungen):
1. Die Mitgliedstaaten sollten den ECLI auf sämtliche Entscheidungen aller ihrer Gerichten anwenden;
2. Sie sollten alle Gerichtsentscheidungen, die auf öffentlichen Websites veröffentlicht werden, mit einem Mindestbestand von Metadaten versehen.
3. Sie sollten einen nationalen ECLI-Koordinator benennen.
4. Der Gerichtshof der EU sollte am ECLI-System teilnehmen.
5. Die Europäische Kommission sollte die ECLI-Website einrichten, und zwar als Bestandteil des E-Justiz-Portals.
6. Die Europäische Kommission und die Mitgliedstaaten sollten in enger Zusammenarbeit eine Verbundabfrage von Identifikatoren und Metadaten einrichten.
7. Die Mitgliedstaaten und ihre Gerichte sollten über ihre nationalen Websites und Veröffentlichungen Informationen über den ECLI, die ECLI-Website und die Suchschnittstelle verbreiten, auch wenn der ECLI bei ihnen noch nicht eingeführt wurde.
8. Abgesehen von den Mitgliedstaaten werden auch die beitrittswilligen Länder und die Lugano-Staaten[18] aufgefordert, das ECLI-System zu benutzen.
9. Die Mitgliedstaaten sollten dem Rat jährlich über die Fortschritte bei der Einführung des ECLI und der Metadaten für die Rechtsprechung berichten.

### ECLI-Suchmaschine
Im Mai 2016 startete die von Anhang § 5 der Schlussfolgerungen vorgesehene ECLI-Schnittstelle.
Die folgende Tabelle enthält für jeden der 21 Teilnehmerbereiche das Jahr der ECLI-Einführung, die gerundete Anzahl der Dokumente, die mittels der ECLI-Suchmaschine auffindbar sind, und das Publikationsjahr des frühesten dieser Dokumente (Stand: Mai 2020).
| Bereich | Einführung | Anzahl Dokumente | ab Jahr |
| ------- | ---------- | ---------------- | ------- |
| EU      | 2014       | 38.000           | 1954    |
| CE      | 2015       | –                | –       |
| EP      | 2013       | 37.700           | 1979    |
| AT      | 2014       | –                | –       |
| BE      | 2017       | 99.600           | 1958    |
| BG      | 2018       | 2.091.700        | 2002    |
| CZ      | 2012       | 120.400          | 1993    |
| DE      | 2013       | 37.000           | 1951    |
| EE      | 2017       | 293.200          | 1993    |
| EL      | 2016       | 74.800           | 1985    |
| ES      | 2014       | 3.830.000        | 1852    |
| FI      | 2016       | 100              | 2003    |
| FR      | 2012       | 99.400           | 1958    |
| HR      | 2017       | 181.900          | 1984    |
| IT      | 2016       | 3.809.100        | 2006    |
| LV      | 2017       | 70.300           | 2014    |
| MT      | 2015       | –                | –       |
| NL      | 2013       | 525.800          | 1849    |
| PT      | 2017       | 248.500          | 1932    |
| SI      | 2011       | 143.700          | 1992    |
| SK      | 2012       | –                | –       |

## Umsetzung von ECLI bei den einzelnen Teilnehmern
Gemäß den Schlussfolgerungen des Rates, steht es den Mitgliedstaaten frei, sich für eine Implementierung von ECLI in ihren nationalen Systemen zu entscheiden. Internationale Organisationen können ebenfalls teilnehmen und einen „Ländercode“ bei der Europäischen Kommission beantragen. Außer für die Gerichte der EU, des Europarats (EGMR) und die Beschwerdekammern des Europäischen Patentamts ist der ECLI Mitte 2020 in Belgien, Bulgarien, Deutschland, Estland, Finnland, Kroatien, Lettland, Malta, den Niederlanden, Österreich, Portugal, Spanien, der Slowakei, Slowenien und Tschechien in Gebrauch; zumindest für Obergerichte auch in Frankreich, Griechenland und Italien. Für Rumänien gibt es eine Ausarbeitung, die aber – soweit ersichtlich – nicht angewandt wird. Dänemark, Irland, Litauen, Luxemburg, Polen, Schweden, Ungarn, das Vereinigte Königreich und Zypern nehmen ebenso wie Island, Norwegen und die Schweiz derzeit (2020) nicht teil.
In den Beispielen unten führt der Link unter ECLI auf den Eintrag in der ECLI-Suchmaschine, der Link am Ende auf die betreffende Volltextdatenbank.

### EU – Europäische Union
Der Gerichtshof der Europäischen Union ist der ECLI-Koordinator für die EU. ECLI wurde am 24. März 2014 für Entscheidungen des Gerichts und Schlussanträge des zugewiesenen Generalanwalts eingeführt. Bei den Gerichtskennungen steht (wie bei den Aktenzeichen) „C“ für Cour de justice/EuGH, „T“ für Tribunal/EuG und „F“ für fonction publique/öffentlicher Dienst (EuGöD, ein ehemaliges Fachgericht).
- Beispiel: ECLI:EU:C:2005:446

#### Zitierweise des EuGH
Auf das Präfix „ECLI“ wird von den europäischen Gerichten „im Interesse einer möglichst konzisen Angabe“ bei der Zitierung verzichtet; Beispiele:
- Urteil vom 12. Juli 2005, Schempp, C-403/03, EU:C:2005:446, Rn. 19
- Urteil vom 6. Juni 2007, Walderdorff/Kommission, T-442/04, nicht veröffentlicht, EU:T:2007:161

### CE – Europarat
Format: ECLI:CE:ECHR:JJJJ:MMTTabc123456789
- Beispiel: ECLI:CE:ECHR:1976:0518DEC000682574 (isländischer Hundefall)

DEC steht für Decision (Entscheidung über die Zulässigkeit), JUD für Judgment (Urteil in der Hauptsache). Gutachten (wie in der Sache P16-2018-001) erhalten keinen ECLI.

### EP – Europäische Patentorganisation
Das Europäische Patentamt hat den ECLI im Jahr 2013 rückwirkend eingeführt. Der ECLI-Koordinator im Europäischen Patentamt ist das Publication Department.
Aufbau des ECLI des Patentamtes:
- ECLI
- Ländercode: EP
- Gerichtscode: BA (BA= Beschwerdekammern des Europäischen Patentamts)
- Jahr der Entscheidung (Format JJJJ)
- Ordinalzahl bestehend aus:
  - Nummer der Entscheidung (Nummer der Sache ohne Schrägstrich) bestehend aus 7 Ziffern → 1 Ziffer (Art der Entscheidung) + 4 Ziffern (Ordinalzahl der Entscheidung) + 2 Ziffern (die letzten zwei Ziffern des Jahres des Eingangs der Beschwerde)
  - Codes für die Entscheidungsarten des EPA:
    - D: Beschwerdekammer in Disziplinarangelegenheiten
    - G: Große Beschwerdekammer
    - J: Juristische Beschwerdekammer
    - T: Technische Beschwerdekammern
    - W: Entscheidungen über PCT-Widersprüche
    - R: Entscheidungen über Anträge auf Überprüfung
- Punkt
- Datum der Entscheidung (Format JJJJMMTT – im untenstehenden Beispiel 3. Mai 2002)

- Beispiel: ECLI:EP:BA:2002:D000300.20020503

### AT – Österreich
In Österreich wurde die Einführung in ECLI Anfang 2014 begonnen. Der nationale ECLI-Koordinator in Österreich ist das Bundesministerium für Digitalisierung und Wirtschaftsstandort.
Im Rechtsinformationssystem der Republik Österreich erhalten nicht nur Entscheidungstexte (TE), sondern auch daraus abgeleitete Rechtssätze (RS) ECL-Identifikatoren. Rechtssätze sind komprimierte Zusammenstellungen der wesentlichen Aussagen einer Gerichtsentscheidung (vgl. Leitsatz).
In der ordentlichen Gerichtsbarkeit erhält jeder Rechtssatz eines Gerichts einen eigenen Identifikator, dem verschiedene Entscheidungstexte zugeordnet sein können.
- Beispiel: Dem Rechtssatz ECLI:AT:OGH0002:1983:RS0016914 ist nicht nur die Stammentscheidung ECLI:AT:OGH0002:1983:0010OB00581.83.0413.000 zugeordnet, sondern zahlreiche weitere Entscheidungen (sog. „überlanger RS“), darunter etwa ECLI:AT:OGH0002:2019:0070OB00189.19Y.1216.000 mit eigenem Beisatz (T77).

Beim Verwaltungsgerichtshof erhält derselbe Rechtssatz verschiedene Identifikatoren, die jeweils aus dem Identifikator für den Entscheidungstext abgeleitet sind; auf den Stammrechtssatz wird verwiesen (sog. GRS-Klausel; GRS = gleicher Rechtssatz).
- Beispiel: Aus dem Entscheidungstext ECLI:AT:VWGH:2020:RA2020020033.L00 wurde der Rechtssatz ECLI:AT:VWGH:2020:RA2020020033.L01 abgeleitet; er enthält den Hinweis „GRS wie Ra 2016/04/0006 B 17. Februar 2016 RS 2“ = ECLI:AT:VWGH:2016:RA2016040006.L02.

### BE – Belgien
ECLI-Koordinator: Föderaler Öffentlicher Dienst Justiz (Federale Overheidsdienst Justitie, Service Public Fédéral Justice)
- Gerichtscodes

- Beispiel: ECLI:BE:CASS:2016:ARR.20160902.4

### BG – Bulgarien
ECLI-Koordinator: Oberster Justizrat (Висш Съдебен Съвет – ВСС)
- Beispiel: ECLI:BG:DC530:2017:20160100630.001

### CZ – Tschechien
Die Tschechische Republik hat im April 2012 mit der Umsetzung begonnen.
ECLI-Koordinator: Oberster Gerichtshof (Nejvyšší soud)
- Beispiel: ECLI:CZ:NS:2012:6.TDO.1416.2012.1
  - CZ Ländercode (CZ für die Tschechische Republik);
  - NS ist die Abkürzung (der Code) des Gerichts, das die Entscheidung erlassen hat (NS für den Obersten Gerichtshof);
  - 2012 gibt das Jahr an, in dem die Entscheidung erlassen wurde;
  - 6.TDO.1416.2012 ist das nationale Aktenzeichen [spisová značka] – ohne Leerschritte und Schrägstriche; diese werden jeweils durch Punkte ersetzt;
  - die letzte Zahl (im Beispiel „1“) gibt die laufende Nummer von Entscheidungen unter ein und demselben Aktenzeichen an. Durch die Angabe der laufenden Nummer wird sichergestellt, dass nicht für mehrere Entscheidungen eines Gerichts in ein und demselben Jahr dieselbe ECLI-Nummer vergeben wird.

### DE – Deutschland
Deutschland begann die Einführung des ECLI am 23. September 2013. Der nationale ECLI-Koordinator in Deutschland ist das Kompetenzzentrum Rechtsinformationssystem des Bundes (CC-RIS) beim Bundesamt für Justiz in Bonn.
- Beispiel: ECLI:DE:BVerwG:2002:170402U9CN1.01.0

Aufbau:
- ECLI
- Ländercode „DE“
- Gerichtscode, z. B. „BVerwG“
- Jahr der Entscheidung, z. B. „2002“
- sog. Ordinalzahl, bestehend z. B. aus
  - genauem Datum der Entscheidung (TTMMJJ), z. B. „170402“ (= 17. April 2002)
  - Abkürzung für den Entscheidungstyp, z. B. „U“ für Urteil oder „B“ für Beschluss
  - Aktenzeichen, z. B. „9CN1.01“
  - Kollisionsnummer für den Fall, dass mehrere Dokumente mit dem gleichen Entscheidungstyp am gleichen Tag mit dem gleichen Aktenzeichen vorliegen, z. B. „0“

Beim fünften Element (Ordinalzahl) sind in Deutschland drei Varianten zu unterscheiden:
- BVerfG: Verfahrensart Spruchkörper JJJJMMTT (Kollisionsbuchstabe) . Aktenzeichen mit vierstelliger Eingangsnummer
  - Beispiel: ECLI:DE:BVerfG:2016:bs20160301c.2bvb000113
- übrige Bundesgerichte: TTMMJJ Entscheidungstyp Aktenzeichen.JJ . einstellige Kollisionsnummer
  - Beispiel: ECLI:DE:BGH:2016:150316B2STR487.15.2
- Gerichte der Länder: MMTT . Aktenzeichen.JJ . zweistellige Kollisionsnummer
  - Beispiel: ECLI:DE:LGSTUTT:2015:0126.6KLS34JS2588.10.00

Offiziell vergeben wird der ECLI beim BVerfG und beim BVerwG umfassend, beim BSG ab 2010, beim BAG ab 2015, bei BGH und BFH ab 2016 und beim BPatG ab 2017; ferner in den Entscheidungsdatenbanken der meisten Bundesländer (bisher aber nicht in Bayern, Bremen, Hamburg und Sachsen). „0A“ als zweistellige Kollisionsnummer zeigt bei automatisierter Vergabe an, dass das Vorliegen weiterer Entscheidungen vom selben Tag nicht geprüft wurde.

#### Zitierweise des BVerwG
Beispiele:
- BVerwG, Beschluss vom 19. Februar 2013 – 6 P 7.12 ECLI:DE:BVerwG:2013:190213B6P7.12.0 – BVerwGE 146, 48 Rn. 14
- EuGH, Urteil vom 16. Juli 1998 – C-298/96 ECLI:EU:C:1998:372, Ölmühle – Rn. 23 f.
- EGMR, Urteil vom 10. Februar 2005 – Nr. 64387/01 [ECLI:CE:ECHR:2005:0210JUD006438701 ], Uhl/Deutschland – Rn. 27

### EE – Estland
In Estland wird die ECLI-Kennung seit 2016 allen Entscheidungen des Obersten Gerichtshofs (Riigikohus) und zu Entscheidungen der beiden Bezirks- und der vier Landgerichte hinzugefügt.
- Beispiel: ECLI:EE:RK:1995:3.2.1.23.95.92

### EL – Griechenland
Griechenland nimmt mit dem Staatsrat am ECLI-System teil.
- Beispiel: ECLI:EL:COS:2019:0716A1319.15E1049

### ES – Spanien
ECLI-Koordinator: Zentrum für Gerichtsdokumentation, eine technische Einrichtung des Allgemeinen Rates der Justiz (Centro de Documentacion Judicial, Consejo General del Poder Judicial – CENDOJ-CGPJ).
- Beispiel: ECLI:ES:AN:2014:2389
  - ECLI;
  - dem Ländercode: „ES“;
  - dem Gerichtscode: einem Akronym zur Angabe des Gerichts, an dem das Urteil ergangen ist (siehe: Repositorio Oficial de Jurisprudencia – ROJ-Kennung);
    - „AN“ für nationales Gericht (Audiencia Nacional)
    - dem Jahr der Entscheidung (Beispiel: 2014);
    - der laufenden Nummer (Beispiel: 2389), die im Fall von Spanien der laufenden Nummer nach der nationalen ROJ-Kennung entspricht;
    - zusätzlich wird bei einem Beschluss (Auto) der Buchstabe A an die laufende Nummer gehängt.

- Älteste spanische Entscheidung mit ECLI: ECLI:ES:TS:1852:1

### FI – Finnland
ECLI-Koordinator: Justizministerium (Oikeusministeriö, Justitieministeriet)
- Beispiel Oberster Gerichtshof (KKO): ECLI:FI:KKO:2011:43
- Beispiel Oberster Verwaltungsgerichtshof (KHO): ECLI:FI:KHO:2003:98

Beim Verwaltungsgerichtshof (KHO) ergibt sich eine Besonderheit für die Veröffentlichung einer Urteilszusammenfassung (kein Volltext), bei der der laufenden Zahl ein T (Taltionumero) vorangestellt wird.
- Beispiel: ECLI:FI:KHO:2010:T3764

### FR – Frankreich
Frankreich hat im September 2012 mit der Einführung des ECLI begonnen.
ECLI-Koordinator: Direktion für Rechts- und Verwaltungsinformation (Direction de l’information légale et administrative – DILA)
- Beispiel Conseil constitutionnel: ECLI:FR:CC:2012:2012.270.QPC
- Beispiel Cour de cassation: ECLI:FR:CCASS:2013:CR00710
- Beispiel Conseil d’État: ECLI:FR:CESSR:2013:355099.20130301

### HR – Kroatien
Kroatien hat am 18. Januar 2017 mit der Umsetzung begonnen.
- Beispiel: ECLI:HR:VSRH:2004:6455

### IT – Italien
ECLI-Koordinator: Generaldirektion Informatik (Direzione Generale Sistemi Informativi Automatizzati – DGSIA) des italienischen Justizministeriums
- Beispiel Corte costituzionale: ECLI:IT:COST:1962:46
- Beispiel Corte Suprema di Cassazione: ECLI:IT:CASS:2015:5513CIV
- Beispiel VG Bozen: ECLI:IT:TRGABZ:2019:178SENT

### LV – Lettland
ECLI-Koordinator: Gerichtsverwaltung (Tiesu administrācija)
- Beispiel: ECLI:LV:AT:2019:0226.A420227714.4.S

### MT – Malta
Malta hat 2011 mit der Einführung des ECLI begonnen. „Courts of Malta“ ist der nationale ECLI-Koordinator.
- Beispiel: ECLI:MT:AKI:2020:119835

### NL – Niederlande
Der ECLI wurde in den Niederlanden am 28. Juni 2013 eingeführt und ersetzt die nationale LJN-Kennung.
ECLI-Koordinator: Niederländischer Justizbeirat (Raad voor de rechtspraak)
- Gerichtscodes

Aufbau des ECLI:
- „ECLI“;
- Ländercode „NL“;
- Code des Gerichts
- Jahr der Entscheidung;
- Seriennummer:
  - Vor dem 28. Juni 2013 wurden praktisch sämtliche Entscheidungen, die in den Niederlanden bekanntgemacht wurden, mit einer „LJN“ (Landelik Jurisprudentie Nummer bzw. Länderfallnummer) versehen. Die LJN bestand aus zwei Buchstaben und vier Ziffern nach dem Muster „AB1234“. Zur Wahrung der Konsistenz geht die LJN als fünfte Komponente in den ECLI-Code ein.
    - Beispiel: ECLI:NL:HR:1919:AG1776

  - Seit dem 28. Juni 2013 werden keine LJN mehr vergeben. Seither werden alle Entscheidungen, die einen ECLI erhalten, mit einer ausschließlich aus Ziffern bestehenden fortlaufenden Seriennummer versehen. Dies kann auch auf Entscheidungen zutreffen, die vor dem 28. Juni 2013 ergingen.
    - Beispiel: ECLI:NL:RVS:2014:4117 (Fall Zwarte Piet)

### PT – Portugal
ECLI-Koordinator: Oberster Rat der Gerichtsbarkeit (Conselho Superior da Magistratura)
- Beispiel: ECLI:PT:STJ:2018:2069.14.1T8PRT.P1.S1.24

### RO – Rumänien
ECLI-Koordinator: Justizministerium (Ministerul Justiției)
- Gerichtscodes

### SI – Slowenien
Slowenien führte den ECLI zum 1. Oktober 2011 ein.
ECLI-Koordinator: Oberster Gerichtshof der Republik Slowenien (Vrhovno sodišče Republike Slovenije)
- Beispiel: ECLI:SI:VSRS:2009:IV.IPS.36.2009.A

### SK – Slowakei
In der Slowakei werden ECLI für alle Gerichtsurteile vergeben, welche nach dem 25. Juli 2011 bekannt gemacht worden sind (mit Ausnahmen und Sonderregelungen).
ECLI-Koordinator: Abteilung Rechtsinformatik und Rechtsstatistik des Justizministeriums der Slowakischen Republik (Ministerstva spravodlivosti Slovenskej republiky).
- Beispiel: ECLI:SK:NSSR:2018:6017200055.1

## Gerichtscodes
| Bereich | Gerichtscode            | Gerichtsbezeichnung in Originalsprache                                                             | Gerichtsbezeichnung auf Deutsch                                             |
| ------- | ----------------------- | -------------------------------------------------------------------------------------------------- | --------------------------------------------------------------------------- |
| EU      | C                       | Curia                                                                                              | Europäischer Gerichtshof                                                    |
| EU      | T                       | Tribunal                                                                                           | Gericht der Europäischen Union                                              |
| CE      | ECHR                    | European Court of Human Rights                                                                     | Europäischer Gerichtshof für Menschenrechte                                 |
| EP      | BA                      | Board of Appeal                                                                                    | Beschwerdekammer                                                            |
| AT      | VFGH                    | Verfassungsgerichtshof                                                                             | Verfassungsgerichtshof                                                      |
| AT      | OGH0002                 | Oberster Gerichtshof                                                                               | Oberster Gerichtshof                                                        |
| AT      | OLG0009                 | Oberlandesgericht Wien                                                                             | Oberlandesgericht Wien                                                      |
| AT      | OLG0459                 | Oberlandesgericht Linz                                                                             | Oberlandesgericht Linz                                                      |
| AT      | OLG0639                 | Oberlandesgericht Graz                                                                             | Oberlandesgericht Graz                                                      |
| AT      | OLG0819                 | Oberlandesgericht Innsbruck                                                                        | Oberlandesgericht Innsbruck                                                 |
| AT      | LG00003                 | Landesgericht für Zivilrechtssachen Wien                                                           | Landesgericht für Zivilrechtssachen Wien                                    |
| AT      | LG00007                 | Handelsgericht Wien                                                                                | Handelsgericht Wien                                                         |
| AT      | LG00021                 | Arbeits- und Sozialgericht Wien                                                                    | Arbeits- und Sozialgericht Wien                                             |
| AT      | LG00046                 | Landesgericht für Strafsachen Wien                                                                 | Landesgericht für Strafsachen Wien                                          |
| AT      | LG00638                 | Landesgericht für Zivilrechtssachen Graz                                                           | Landesgericht für Zivilrechtssachen Graz                                    |
| AT      | LG.....                 | Landesgericht                                                                                      | Landesgericht                                                               |
| AT      | BG.....                 | Bezirksgericht                                                                                     | Bezirksgericht                                                              |
| AT      | VWGH                    | Verwaltungsgerichtshof                                                                             | Verwaltungsgerichtshof                                                      |
| AT      | BFG                     | Bundesfinanzgericht                                                                                | Bundesfinanzgericht                                                         |
| AT      | BVWG                    | Bundesverwaltungsgericht                                                                           | Bundesverwaltungsgericht                                                    |
| AT      | LVWG..                  | Landesverwaltungsgericht                                                                           | Landesverwaltungsgericht                                                    |
| AT      | DSB                     | Datenschutzbehörde                                                                                 | Datenschutzbehörde                                                          |
| AT      | PVAB                    | Personalvertretungsaufsichtsbehörde                                                                | Personalvertretungsaufsichtsbehörde                                         |
| BE      | CASS                    | Cour de cassation/Hof van Cassatie                                                                 | Kassationshof                                                               |
| BE      | CABRL/LIE/MON HBANT/GNT | Cour d'appel du ressort de Bruxelles/Liège/Mons Hof van Beroep van het rechtsgebied Antwerpen/Gent | Appellationshof Brüssel/Lüttich/Bergen/Antwerpen/Gent                       |
| BE      | PI... EA...             | Tribunal de première instance Rechtbank eerste aanleg                                              | Erstinstanzliches Gericht                                                   |
| BE      | TC... KH...             | Tribunal de Commerce Rechtbank van Koophandel                                                      | Handelsgericht                                                              |
| BE      | CT... AH...             | Cour du travail Arbeidshof                                                                         | Arbeitsgerichtshof                                                          |
| BE      | TT... AR...             | Tribunal du travail Arbeidsrechtbank                                                               | Arbeitsgericht                                                              |
| BG      | CC000                   | Конституционен съд на България                                                                     | Verfassungsgericht der Republik Bulgarien                                   |
| BG      | SC001                   | Върховен касационен съд                                                                            | Oberstes Kassationsgericht                                                  |
| BG      | AP.00                   | Апелативен съд София/Бургас/Варна/Велико Търново/Пловдив                                           | Appellationsgericht Sofia/Burgas/Warna/Weliko Tarnowo/Plowdiw               |
| BG      | DC..0                   | Окръжен съд                                                                                        | Bezirksgericht                                                              |
| BG      | RC...                   | Районен съд                                                                                        | Kreisgericht                                                                |
| BG      | PA101                   | Апелативен специализиран наказателен съд                                                           | Appellationsgericht für organisierte Kriminalität                           |
| BG      | PC105                   | Специализиран наказателен съд                                                                      | Strafgericht für organisierte Kriminalität                                  |
| BG      | MA600                   | Военно-апелативен съд                                                                              | Militärappellationsgericht                                                  |
| BG      | MC6.0                   | Военен съд                                                                                         | Militärgericht                                                              |
| BG      | SA002                   | Върховен административен съд                                                                       | Oberstes Verwaltungsgericht                                                 |
| BG      | AD7..                   | Административен съд                                                                                | Verwaltungsgericht                                                          |
| CZ      | US                      | Ústavní soud České republiky                                                                       | Verfassungsgericht der Tschechischen Republik                               |
| CZ      | NS                      | Nejvyšší soud České republiky                                                                      | Oberstes Gericht der Tschechischen Republik                                 |
| CZ      | VSPH/OL                 | Vrchní soud v Praze/Olomouci                                                                       | Obergericht in Prag/Olmütz                                                  |
| CZ      | MSPH                    | Městský soud v Praze                                                                               | Stadtgericht in Prag (Ebene eines Kreisgerichts)                            |
| CZ      | OSP1/10                 | Obvodní soud pro Prahu 1–10                                                                        | Bezirksgericht für Prag 1–10                                                |
| CZ      | KS..                    | Krajský soud (7)                                                                                   | Kreisgericht (7)                                                            |
| CZ      | OS..                    | Okresní soud                                                                                       | Bezirksgericht                                                              |
| CZ      | MSBR                    | Městský soud v Brně                                                                                | Stadtgericht in Brünn (Ebene eines Bezirksgerichts)                         |
| CZ      | NSS                     | Nejvyšší správní soud                                                                              | Oberstes Verwaltungsgericht                                                 |
| DE      | BVerfG                  | Bundesverfassungsgericht                                                                           | Bundesverfassungsgericht                                                    |
| DE      | BAYVERF                 | Bayerischer Verfassungsgerichtshof                                                                 | Bayerischer Verfassungsgerichtshof                                          |
| DE      | LVG..                   | Landesverfassungsgericht                                                                           | Landesverfassungsgericht                                                    |
| DE      | STGH..                  | Staatsgerichtshof                                                                                  | Staatsgerichtshof                                                           |
| DE      | VERF..                  | Verfassungsgericht/-gerichtshof                                                                    | Verfassungsgericht/-gerichtshof                                             |
| DE      | VFGHNRW                 | Verfassungsgerichtshof für das Land Nordrhein-Westfalen                                            | Verfassungsgerichtshof für das Land Nordrhein-Westfalen                     |
| DE      | VGHSL                   | Verfassungsgerichtshof des Saarlandes                                                              | Verfassungsgerichtshof des Saarlandes                                       |
| DE      | BGH                     | Bundesgerichtshof                                                                                  | Bundesgerichtshof                                                           |
| DE      | BAYOBLG                 | Bayerisches Oberstes Landesgericht                                                                 | Bayerisches Oberstes Landesgericht                                          |
| DE      | KG                      | Kammergericht                                                                                      | Kammergericht                                                               |
| DE      | OLG....                 | Oberlandesgericht                                                                                  | Oberlandesgericht                                                           |
| DE      | POLGZWE                 | Pfälzisches Oberlandesgericht Zweibrücken                                                          | Pfälzisches Oberlandesgericht Zweibrücken                                   |
| DE      | LG.....                 | Landgericht                                                                                        | Landgericht                                                                 |
| DE      | AG.....                 | Amtsgericht                                                                                        | Amtsgericht                                                                 |
| DE      | BPatG                   | Bundespatentgericht                                                                                | Bundespatentgericht                                                         |
| DE      | AWGH.../AGH..           | Anwaltsgerichtshof                                                                                 | Anwaltsgerichtshof                                                          |
| DE      | AWG...                  | Anwaltsgericht                                                                                     | Anwaltsgericht                                                              |
| DE      | DGH...                  | Dienstgerichtshof für Richter                                                                      | Dienstgerichtshof für Richter                                               |
| DE      | DG...                   | Dienstgericht für Richter                                                                          | Dienstgericht für Richter                                                   |
| DE      | LBG...                  | Landesberufsgericht                                                                                | Landesberufsgericht                                                         |
| DE      | BG...                   | Berufsgericht                                                                                      | Berufsgericht                                                               |
| DE      | SCHOG..                 | Schifffahrtsobergericht                                                                            | Schifffahrtsobergericht                                                     |
| DE      | SCHG..                  | Schifffahrtsgericht                                                                                | Schifffahrtsgericht                                                         |
| DE      | BAG                     | Bundesarbeitsgericht                                                                               | Bundesarbeitsgericht                                                        |
| DE      | LAG....                 | Landesarbeitsgericht                                                                               | Landesarbeitsgericht                                                        |
| DE      | LARBGSH                 | Landesarbeitsgericht Schleswig-Holstein                                                            | Landesarbeitsgericht Schleswig-Holstein                                     |
| DE      | ARBG...                 | Arbeitsgericht                                                                                     | Arbeitsgericht                                                              |
| DE      | BVerwG                  | Bundesverwaltungsgericht                                                                           | Bundesverwaltungsgericht                                                    |
| DE      | OVG....                 | Oberverwaltungsgericht                                                                             | Oberverwaltungsgericht                                                      |
| DE      | BAYVGH                  | Bayerischer Verwaltungsgerichtshof                                                                 | Bayerischer Verwaltungsgerichtshof                                          |
| DE      | VGHBW                   | Verwaltungsgerichtshof Baden-Württemberg                                                           | Verwaltungsgerichtshof Baden-Württemberg                                    |
| DE      | VGHHE                   | Hessischer Verwaltungsgerichtshof                                                                  | Hessischer Verwaltungsgerichtshof                                           |
| DE      | VG.....                 | Verwaltungsgericht                                                                                 | Verwaltungsgericht                                                          |
| DE      | – ? –                   | Truppendienstgericht                                                                               | Truppendienstgericht                                                        |
| DE      | BSG                     | Bundessozialgericht                                                                                | Bundessozialgericht                                                         |
| DE      | LSG....                 | Landessozialgericht                                                                                | Landessozialgericht                                                         |
| DE      | BAYLSG                  | Bayerisches Landessozialgericht                                                                    | Bayerisches Landessozialgericht                                             |
| DE      | SG.....                 | Sozialgericht                                                                                      | Sozialgericht                                                               |
| DE      | BFH                     | Bundesfinanzhof                                                                                    | Bundesfinanzhof                                                             |
| DE      | FG.....                 | Finanzgericht                                                                                      | Finanzgericht                                                               |
| EE      | RK                      | Riigikohus                                                                                         | Staatsgerichtshof                                                           |
| EE      | ..RK TL/TR              | Ringkonnakohus Tallinna/Tartu                                                                      | Bezirksgericht Tallinn/Tartu                                                |
| EE      | .MK H/P/T/V             | Maakohus Harju/Pärnu/Tartu/Viru                                                                    | Landgericht Harju/Pärnu/Tartu/Viru                                          |
| EE      | ..HK TL/TR              | Halduskohus Tallinna/Tartu                                                                         | Verwaltungsgericht Tallinn/Tartu                                            |
| EL      | COS                     | Συμβούλιο της Επικρατείας                                                                          | Staatsrat                                                                   |
| ES      | TC                      | Tribunal Constitucional                                                                            | Verfassungsgericht                                                          |
| ES      | TS                      | Tribunal Supremo                                                                                   | Oberster Gerichtshof                                                        |
| ES      | AN                      | Audiencia Nacional                                                                                 | Nationales Gericht                                                          |
| ES      | TSJ....                 | Tribunal Superior de Justicia                                                                      | Obergericht                                                                 |
| ES      | AP..                    | Audiencia Provincial                                                                               | Provinzgericht                                                              |
| ES      | JCA                     | Juzgado de lo Contencioso Administrativo                                                           | Verwaltungsgericht                                                          |
| ES      | JF                      | Juzgado de Familia                                                                                 | Familiengericht                                                             |
| ES      | JI                      | Juzgado de Instrucción                                                                             | Ermittlungsgericht                                                          |
| ES      | JM                      | Juzgado de lo Mercantil                                                                            | Handelsgericht                                                              |
| ES      | JME                     | Juzgado de Menores                                                                                 | Jugendgericht                                                               |
| ES      | JP                      | Juzgado de lo Penal                                                                                | Strafgericht                                                                |
| ES      | JPI                     | Juzgado de Primera Instancia                                                                       | Gericht erster Instanz                                                      |
| ES      | JPII                    | Juzgado de Primera Instancia e Instrucción                                                         | Gericht erster Instanz und Ermittlungsgericht                               |
| ES      | JSO                     | Juzgado de lo Social                                                                               | Arbeits- und Sozialgericht                                                  |
| ES      | JVM                     | Juzgado de Violencia sobre la Mujer                                                                | Gericht zuständig im Fall von Gewalt gegen Frauen                           |
| ES      | JVP                     | Juzgado de Vigilancia Penitenciaria                                                                | Gericht für Strafvollzugsüberwachung                                        |
| FI      | KKO                     | Korkein oikeus/Högsta domstolen                                                                    | Oberster Gerichtshof                                                        |
| FI      | ...HO HEL/IS/KOU/R/T/V  | Hovioikeus/Hovrätt Helsingin/Itä-Suomen/Kouvolan/Rovaniemen/Turun/Vaasan                           | Rechtsmittelgericht Helsinki/Ostfinnland/Kouvola/Rovaniemi/Turku/Vaasa      |
| FI      | MAO                     | Markkinaoikeus/Marknadsdomstolen                                                                   | Marktgericht                                                                |
| FI      | TTO                     | Työtuomioistuin/Arbetsdomstolen                                                                    | Arbeitsgericht                                                              |
| FI      | VAKO                    | Vakuutusoikeus/Försäkringsdomstolen                                                                | Versicherungsgericht                                                        |
| FI      | KHO                     | Korkein hallinto-oikeus/Högsta förvaltningsdomstolen                                               | Oberster Verwaltungsgerichtshof                                             |
| FI      | ...HAO                  | Hallinto-oikeus/Förvaltningsdomstolen                                                              | Verwaltungsgericht                                                          |
| FR      | CC                      | Conseil constitutionnel                                                                            | Verfassungsrat                                                              |
| FR      | CCASS                   | Cour de cassation                                                                                  | Kassationsgerichtshof                                                       |
| FR      | CEASS                   | Conseil d’État – Assemblée                                                                         | Staatsrat – Vollversammlung                                                 |
| FR      | CEORD                   | Conseil d’État – Ordonnance                                                                        | Staatsrat – Verfügung                                                       |
| FR      | CESEC                   | Conseil d’État – Section du contentieux                                                            | Staatsrat – Rechtsabteilung                                                 |
| FR      | CESJS                   | Conseil d’État – Sous-section jugeant seule                                                        | Staatsrat – Unterabteilung als Einzelgremium                                |
| FR      | CESSR                   | Conseil d’État – Sous-sections reunies                                                             | Staatsrat – Unterabteilungen zusammen                                       |
| FR      | CECHS                   | Conseil d’État – Chambre jugeant seule                                                             | Staatsrat – Kammer als Einzelgremium                                        |
| FR      | CECHR                   | Conseil d’État – Chambres réunies                                                                  | Staatsrat – Kammern zusammen                                                |
| FR      | TC                      | Tribunal des conflits                                                                              | Kompetenzkonfliktgericht                                                    |
| HR      | VSRH                    | Vrhovni Sud Republike Hrvatske                                                                     | Oberster Gerichtshof der Republik Kroatien                                  |
| HR      | VTS                     | Visoki trgovački sud                                                                               | Hohes Handelsgericht                                                        |
| HR      | ZS..                    | Županijski sud                                                                                     | Gespanschaftsgericht                                                        |
| HR      | OS..                    | Općinski sud                                                                                       | Amtsgericht                                                                 |
| HR      | VUS                     | Visoki upravni sud                                                                                 | Hohes Verwaltungsgericht                                                    |
| HR      | VPS                     | Visoki prekršajni sud                                                                              | Hohes Gericht für Ordnungswidrigkeiten                                      |
| IT      | COST                    | Corte costituzionale                                                                               | Verfassungsgericht                                                          |
| IT      | CASS                    | Corte Suprema di Cassazione                                                                        | Oberster Kassationsgerichtshof                                              |
| IT      | CDS                     | Consiglio di Stato                                                                                 | Staatsrat                                                                   |
| IT      | CGARS                   | Consiglio di giustizia amministrativa per la Regione Siciliana                                     | Rat der Verwaltungsgerichtsbarkeit für die Autonome Region Sizilien         |
| IT      | TAR...                  | Tribunale amministrativo regionale                                                                 | Regionales Verwaltungsgericht                                               |
| IT      | TRGA..                  | Tribunale regionale di giustizia amministrativa (Trentino-Alto Adige)                              | Regionales Gericht der Verwaltungsgerichtsbarkeit (Trentino-Südtirol)       |
| IT      | CONT                    | Corte dei conti                                                                                    | Rechnungshof                                                                |
| LV      | AT                      | Augstākā Tiesa                                                                                     | Oberster Gerichtshof                                                        |
| LV      | ..AT R/KU/LA/V/Z        | Apgabaltiesa Rīgas/Kurzemes/Latgales/Vidzemes/Zemgales                                             | Regionalgericht Kurland/Lettgallen/Livland/Semgallen                        |
| LV      | ..RT                    | Rajona tiesa                                                                                       | Bezirksgericht                                                              |
| LV      | ...T                    | Tiesa                                                                                              | Stadtgericht                                                                |
| LV      | ADAT                    | Administratīvā apgabaltiesa                                                                        | Regionalverwaltungsgericht                                                  |
| LV      | ADT.                    | Administratīvā rajona tiesa                                                                        | Bezirksverwaltungsgericht                                                   |
| MT      | KOS                     | Qorti Kostituzzjonali                                                                              | Verfassungsgericht                                                          |
| MT      | TTRA                    | Tribunal ta' Reviżjoni Amministrattiva                                                             | Verwaltungsrevisionsgericht                                                 |
| MT      | ACIV                    | Qorti ta' l-Appelli Ċivili (Superjuri)                                                             | Zivilappellationsgericht (höhere Gerichtsbarkeit)                           |
| MT      | AINF                    | Qorti ta' l-Appelli Ċivili (Inferjuri)                                                             | Zivilappellationsgericht (niedere Gerichtsbarkeit)                          |
| MT      | AAMM                    | Qorti ta' l-Appelli Ċivili (Inferjuri), Amministrattiv                                             | Zivilappellationsgericht (niedere Gerichtsbarkeit), Verwaltungsrechtssachen |
| MT      | ABRD                    | Qorti ta' l-Appelli Ċivili (Inferjuri), Bordijiet                                                  | Zivilappellationsgericht (niedere Gerichtsbarkeit), Boards                  |
| MT      | AKS                     | Qorti ta' l-Appelli Kriminali (Superjuri)                                                          | Strafappellationsgericht (höhere Gerichtsbarkeit)                           |
| MT      | AKI                     | Qorti ta' l-Appelli Kriminali (Inferjuri)                                                          | Strafappellationsgericht (niedere Gerichtsbarkeit)                          |
| MT      | CIVP                    | Qorti Ċivili, Prim Awla                                                                            | Zivilgericht, Erste Halle                                                   |
| MT      | KOST                    | Qorti Ċivili, Prim Awla, Sede Kostituzzjonali                                                      | Zivilgericht, Erste Halle, Verfassungsrechtssachen                          |
| MT      | FMLJ                    | Qorti Ċivili, Sezzjoni tal-Familja                                                                 | Zivilgericht, Familiensachen                                                |
| MT      | KUM                     | Qorti Ċivili, Sezzjoni tal-Kummerc                                                                 | Zivilgericht, Handelssachen                                                 |
| MT      | QK                      | Qorti Kriminali                                                                                    | Strafgericht                                                                |
| MT      | CIV                     | Qorti tal-Magistrati (Ċivili)                                                                      | Magistratsgericht (Zivilsachen)                                             |
| MT      | GPIN                    | Qorti tal-Magistrati (Gudikatura Kriminali)                                                        | Magistratsgericht (Strafsachen)                                             |
| NL      | HR                      | Hoge Raad                                                                                          | Hoher Rat (Oberster Gerichtshof)                                            |
| NL      | PHR                     | Parket bij de Hoge Raad                                                                            | Staatsanwaltschaft beim Hohen Rat                                           |
| NL      | RVS                     | Raad van State                                                                                     | Staatsrat                                                                   |
| NL      | CRVB                    | Centrale Raad van Beroep                                                                           | Zentrales Berufungsgericht (Beamten- und Sozialversicherungsrecht)          |
| NL      | CBB                     | College van Beroep voor het bedrijfsleven                                                          | Berufungsgericht für Wirtschafts(verwaltungs)sachen                         |
| NL      | GHAMS /ARL/DHA/SHE      | Gerechtshof Amsterdam /Arnhem-Leeuwarden/Den Haag/'s-Hertogenbosch                                 | Berufungsgericht Amsterdam /Arnhem-Leeuwarden/Den Haag/'s-Hertogenbosch     |
| NL      | RB...                   | Rechtbank                                                                                          | Bezirksgericht                                                              |
| PT      | STJ                     | Supremo Tribunal de Justiça                                                                        | Oberster Gerichtshof                                                        |
| PT      | TR. L/C/E/G/P           | Tribunal da Relação de Lisboa/Coimbra/Évora/Guimarães/Porto                                        | Rechtsmittelgericht Lissabon/Coimbra/Évora/Guimarães/Porto                  |
| RO      | ICCJ                    | Înalta Curte de Casație și Justiție                                                                | Oberster Gerichts- und Kassationshof                                        |
| RO      | CA...                   | Curtea de Apel                                                                                     | Berufungsgericht                                                            |
| RO      | TB...                   | Tribunal                                                                                           | Landgericht                                                                 |
| RO      | TBS..                   | Tribunalul Specializat                                                                             | Fachgericht                                                                 |
| RO      | JD...                   | Judecătoria                                                                                        | Amtsgericht                                                                 |
| SI      | USRS                    | Ustavno sodišče Republike Slovenije                                                                | Verfassungsgericht der Republik Slowenien                                   |
| SI      | VSRS                    | Vrhovno sodišče Republike Slovenije                                                                | Oberster Gerichtshof der Republik Slowenien                                 |
| SI      | VSLJ/CE/KP/MB           | Višje sodišče v Ljubljani/Celju/Kopru/Maribor                                                      | Obergericht Ljubljana/Celje/Koper/Maribor                                   |
| SI      | VDSS                    | Višje delovno in socialno sodišče                                                                  | Höheres Arbeits- und Sozialgericht                                          |
| SI      | UPRS                    | Upravno sodišče Republike Slovenije                                                                | Verwaltungsgericht der Republik Slowenien                                   |
| SK      | USSR                    | Ústavný súd Slovenskej republiky                                                                   | Verfassungsgericht der Slowakischen Republik                                |
| SK      | NSSR                    | Najvyšší súd Slovenskej republiky                                                                  | Oberstes Gericht der Slowakischen Republik                                  |
| SK      | KS..                    | Krajský súd (8)                                                                                    | Regionalgericht (8)                                                         |
| SK      | SSPK                    | Špecializovaný trestný súd v Pezinku                                                               | Spezialisierte Strafgericht in Pezinok                                      |
| SK      | OS..                    | Okresný súd                                                                                        | Bezirksgericht                                                              |
| SK      | MS...                   | Mestský súd (4 v Bratislave, 1 v Košiciach)                                                        | Stadtgericht (4 in Bratislava, 1 in Košice)                                 |
| SK      | NSSSR                   | Najvyšší správny súd Slovenskej republiky                                                          | Oberstes Verwaltungsgericht der Slowakischen Republik                       |
| SK      | SpSBA/BB/KE             | Správny súd v Bratislave/Banskej Bystrici/Košiciach                                                | Verwaltungsgericht Bratislava/Banská Bystrica/Košice                        |